# Margarita Valldaura
Margarita Valldaura (Valencia ?, 1505 - 1552) fue una burguesa valenciana, esposa de Juan Luis Vives.

## Biografía
Margarita Valldaura nació probablemente en Valencia en 1505, pero su familia, de acomodados comerciantes valencianos de origen judío, se trasladó al poco tiempo a Brujas, una próspera ciudad de los Países Bajos considerados en aquel tiempo una prolongación de la corona española. Las acusaciones de herejía por parte de la Inquisición los habían llevado, como a tantos otros judíos conversos, a un exilio forzoso. La familia Valldaura, emparentada con la madre de Juan Luis Vives, acogió al humanista en hospedaje durante doce años, cuando en 1512 dejó la Sorbona de París. Margarita era en aquel momento una niña de siete años, de la cual Vives fue maestro y preceptor. Años más tarde, el 26 de mayo de 1524, se casaron en Brujas con la general aprobación de sus allegados. En aquellos días, Vives era ya un reputado escritor que, con su matrimonio, rompía con  la tradición medieval del intelectual eclesiástico consagrado a la sabiduría. Intelectual y laico, eligió su esposa por su ingenua y honesta educación y pronto el matrimonio se trasladó a Oxford, donde el filósofo enseñaba en la Universidad, además de ser lector en el palacio de Enrique VIII y tutor de su hija María, fruto de su matrimonio con Catalina de Aragón.
Después del divorcio de Enrique VIII y de su nuevo matrimonio con Ana Bolena, Margarita y Luis tuvieron que volver a Brujas, instalándose en la casa de la familia Valldaura. La situación económica había empeorado, y Vives, de salud quebradiza, se tuvo que hacer cargo de toda la familia, prácticamente arruinada después de la defunción de su suegro. El 1533, los sucesivos ataques de gota del humanista llevaron Margarita a asumir un nuevo papel en la pareja. Así, empezó a escribir al dictado las obras de Vives cuando a él le resultaba costoso hacerlo; pasaba a limpio sus apuntes de clase y las charlas de tiempos anteriores, los enviaba a la imprenta y  corregía las pruebas. En 1539, la enfermedad se fue agravando y, con esto, la penuria económica. Margarita Valldaura, sin embargo, continuó rescatando y corrigiendo escritos todavía no publicados para enviarlos a pensadores y amigos, que contribuyeron a publicarlos, hasta que, gracias a su persistencia, remontaron las dificultades.
A la muerte de Juan Luis Vives, Margarita, que no había tenido hijos, tenía treinta y cinco años. Cuando ella murió, doce años más tarde, el 11 de octubre de 1552, en la tumba de santo Donaciano, en la cual sepultaron sus restos junto a los de su esposo, se erigió una mesa que representaba a ambos y en la que  había escrito: “[…] Margarita Valldaura, dama de rara honestidad y en grado extremo semblante a su marido en todas dotes del espíritu, voz del sexo femenino, y a ambos unidos como siempre vivieron en alma y cuerpo y aquí entregados en la tierra, a la par los dos”.